# San José de Minas

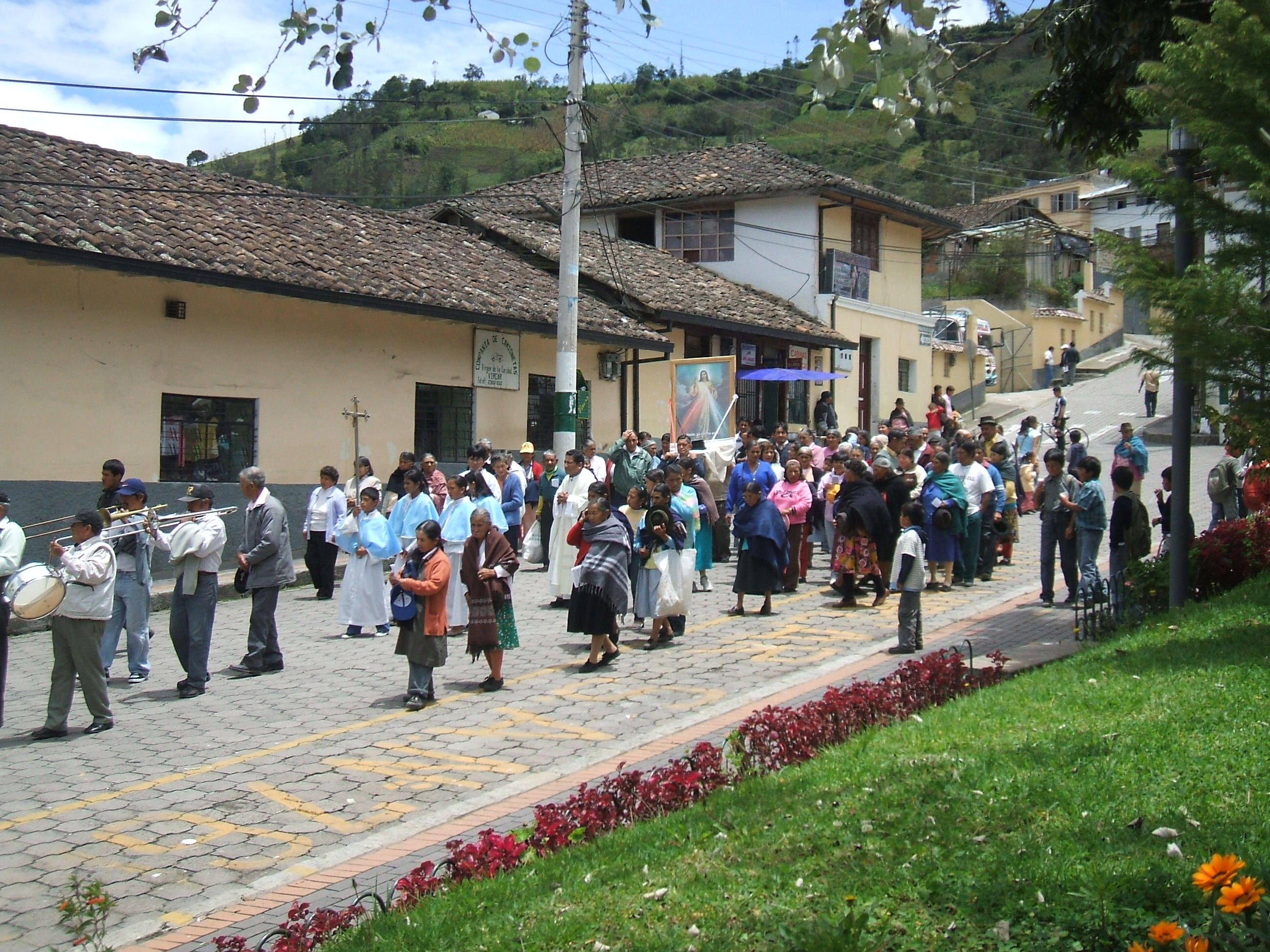
Prozession in San José de Minas (2010)

San José de Minas ist eine Ortschaft und eine Parroquia rural (ein „ländliches Kirchspiel“) im Kanton Quito der ecuadorianischen Provinz Pichincha. Die Parroquia gehört zur Verwaltungszone Eugenio Espejo. Die Parroquia besitzt eine Fläche von 304 km². Die Einwohnerzahl lag im Jahr 2010 bei 7243.

## Lage
Die Parroquia San José de Minas liegt in den Anden im nordzentralen Teil der Provinz Pichincha. Die Flüsse Río Pataqui, Río Cubi und Río Guayllabamba fließen entlang der südlichen Verwaltungsgrenze nach Westen. Der Hauptort San José de Minas liegt auf einer Höhe von 2400 m, 45 km nordnordöstlich vom Stadtzentrum von Quito. Er befindet sich in einer Senke zwischen dem Nudo de Mojanda, den südlichen Ausläufern des Cotacachi sowie der Guayllabamba-Schlucht.
Die Parroquia San José de Minas grenzt im Norden und im äußersten Osten an die Provinz Imbabura mit den Parroquias García Moreno (Kanton Cotacachi), Selva Alegre, San José de Quichinche und San Pedro de Pataquí (die letzten drei im Kanton Otavalo). Die Parroquia San José de Minas grenzt im Süden an die Parroquias Atahualpa, Chavezpamba, Perucho, San Antonio de Pichincha, Calacalí und Nanegal.

## Geschichte
Die Parroquia San José de Minas wurde am 14. September 1870 gegründet.